# Mercury Redstone 1

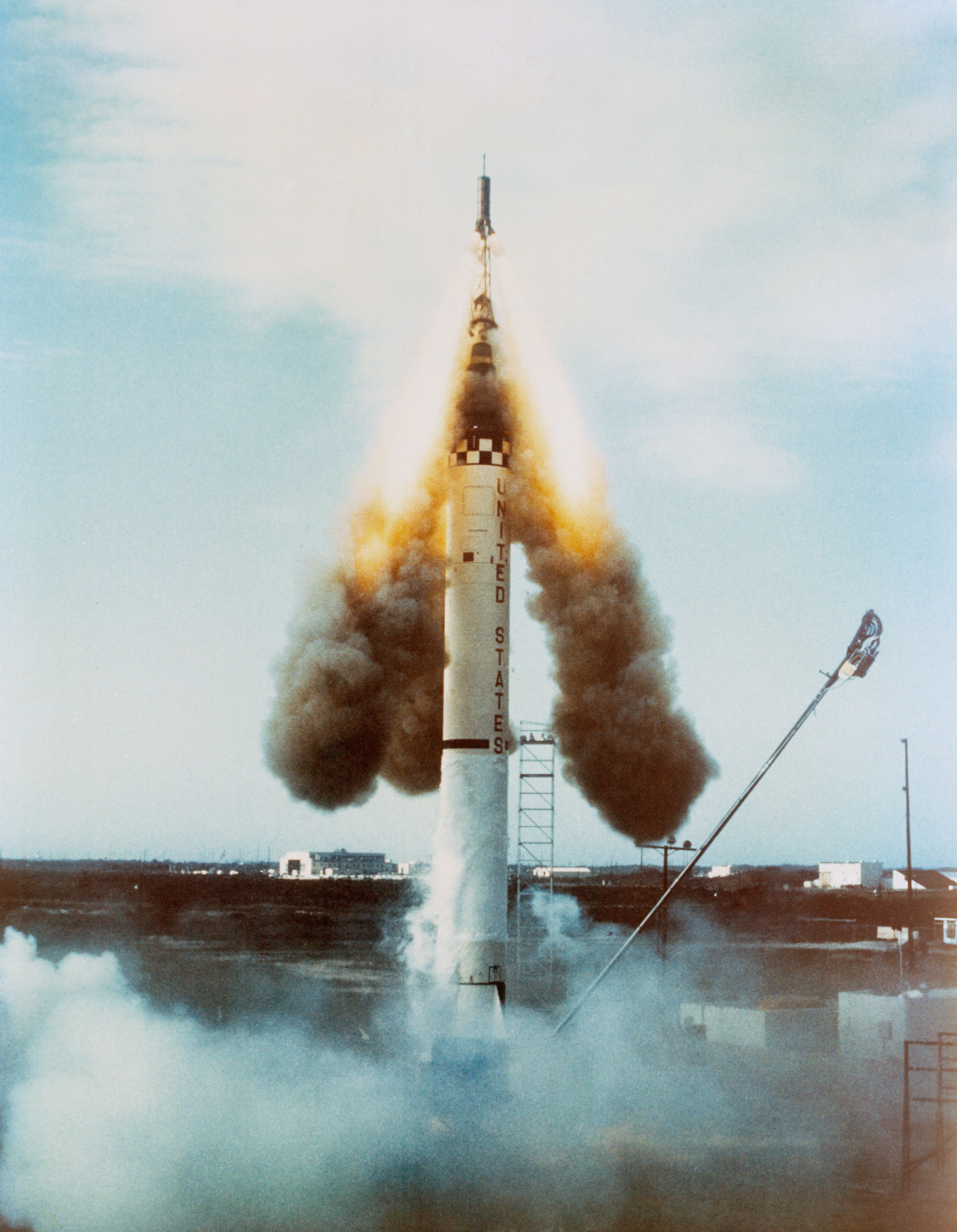
El MR-1 lanzando la cápsula de escape

El Mercury-Redstone 1 (MR-1) fue la primera misión espacial del proyecto Mercury de Estados Unidos. El cohete espacial que fue lanzado el 21 de noviembre de 1960, desde el Complejo de Lanzamiento 5 en Cabo Cañaveral, Florida. Su objetivo era realizar un vuelo suborbital no tripulado para testear la respuesta del cohete y la nave Mercury, siendo el primer lanzamiento de este proyecto.
El motor del Redstone se apagó un segundo después del despegue, provocando el fallo de lanzamiento. No llegó a elevarse más allá de los 100 mm. El sistema detectó el fallo en el despegue y disparó los cohetes de escape, mientras que la cápsula Mercury era liberada debido a que el apagado del motor principal fue detectado por el sistema como la fase de separación. Como resultado la cápsula Mercury cayó detrás de los cohetes de escape, que se elevaron 1200 m, cayendo a una distancia de 365 metros.
El cohete quedó destruido y fue imposible reutilizarlo. Los técnicos tuvieron que esperar hasta la mañana siguiente debido al peligro potencial que daban las baterías, aún cargadas, y su posible contacto con el combustible.

## Datos
- Fecha: 21 de noviembre de 1960
- Duración: 2 segundos
- Masa: 1.211 kg
- Aceleración máxima: 1 g (9,8 m/s²)
- Tripulación: 0

- Datos: Q1921511
- Multimedia: Mercury-Redstone 1 / Q1921511